# Sliwen
Sliwen [ˈslivɛn] (auch Sliven geschrieben, bulgarisch Сливен) ist eine Stadt in Bulgarien mit 78.232 Einwohnern am Fuße der südöstlichen Ausläufer des Balkangebirges gelegen. Die Stadt ist das administrative Zentrum einer gleichnamigen Gemeinde und der gleichnamigen Provinz Sliwen. Der Name Sliwen stammt aus dem Bulgarischen: Sliwam se (bulgarisch сливам се) bedeutet so viel wie „münden“ – vermutlich verdankt die Stadt ihren Namen dem Zusammenlaufen vom Balkangebirge aus dem Norden, der Sliwenebene aus dem Süden und dass in der Stadt drei Flüsse ineinander münden. Sliwen hat sich nicht nur durch ihre Bedeutung während der bulgarischen Wiedergeburt einen Namen gemacht, sondern wurde auch als „Stadt der Pfirsiche“ bekannt. Sliwen ist nach Sofia und Gabrowo drittgrößtes Textilzentrum des Landes; Industrie- und Garnisonsstadt sowie kultureller Mittelpunkt der Provinz.

## Geographie und Lage

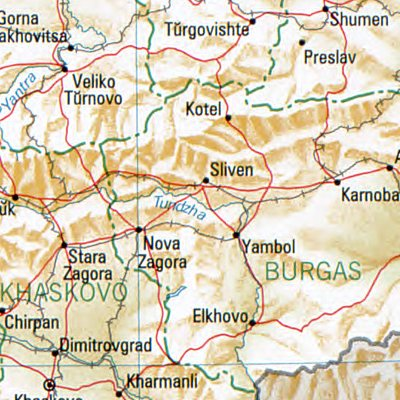
Sliwen und Umgebung

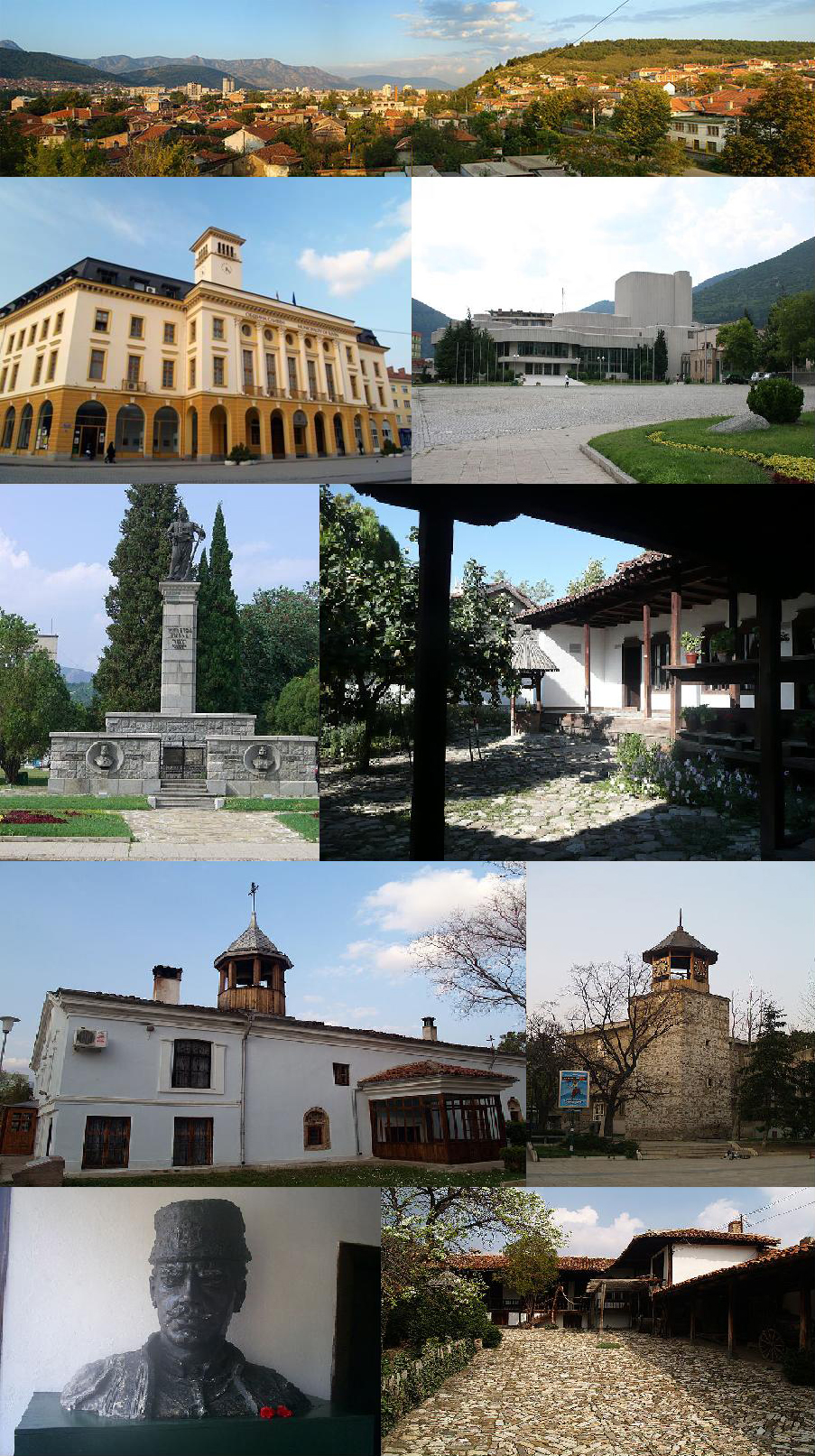
Panorama und Ansichten von Sliven

Nördlich von Sliwen befinden sich die südöstlichen Ausläufer des Balkangebirges, die hier mit der gewaltigen Wand der Sinite kamâni (Blaue Steine) aus Quarzporphyr, ein Kennzeichen der Stadt, enden. Dieses Areal mit dem Berggipfel Balgarka wurde 1980 zum Naturpark Sinite Kamani erklärt, der heute eine Fläche von 11.380 km² umfasst.
Südlich der Stadt erstreckt sich die Sliwenebene (auch Sliwensko pole). Der Beckencharakter ist schwach ausgeprägt und wird von der Tundscha und in seinem Ostteil von der Motschuriza durchflossen. Im Norden wird die Stadt vor allem von Grebenez und Terzijski bair, Massiven des Balkangebirges, und im Süden von den östlichen Ausläufern der Sredna Gora und der Hügelkette der Bakadschizi begrenzt.
Orte in der Umgebung sind: Jambol, Nowa Sagora, Stara Sagora, Elchowo, Tschirpan, Dimitrowgrad, Charmanli, Kotel, Weliko Tarnowo, Targowischte, Preslaw, Schumen.

### Gewässer
Durch Sliwen fließen 3 Flüsse: Asenowska (Асеновска), Manastirska (Манастирска) und Nowoselska (Новоселска). Manastirska und Nowoselska münden in den Fluss Asenowska, welcher Sliven südwärts verlässt und in den Fluss Tundzha (Тунджа) mündet. Die Flüsse Slivens werden von verschiedenen Bächen des nahen Gebirges Sinite Kamani (Сините Камъни) gespeist. Eine wichtige Quelle der Nowoselska ist der Bach Siniyat Wir (wörtlich übersetzt: der blaue Bach; синят вир), der nahe der Gegend Mochurite entspringt und über ein Dutzend Wasserfälle und Gumpen in den Fluss mündet.
13 km südlich von Sliven befinden sich zwei Thermalquellen. Hier entspringt 48 Grad Celsius heißes Wasser dem Boden. Dem Wasser werden heilende Kräfte zugesprochen: Magen-Darm-Erkrankungen, Lebererkrankungen und Bewegungsapparateserkrankungen. Die Thermalquellen existieren nicht mehr in ursprünglichen Form, sondern sind in ein Erholungszentrum integriert, das derzeit nicht in Betrieb ist.
Das Trinkwasser Slivens wird aus dem Stausee Asenowez (Асеновец) gewonnen. Dieser befindet sich 9 km nördlich von Sliven und fasst 28 Millionen Kubikmeter. Der Stausee Zhrebchevo (Жребчево), 37 km westlich von Sliven, fasst 400.000 m³. Das Wasser wird für die Bewässerung der Stadt genutzt.

## Geschichte
Die Stadt wurde erstmals um die Mitte des 12. Jahrhunderts vom arabischen Reisenden al-Idrisi unter dem Namen Istilīfunūs erwähnt, aber die Ruinen in ihrer Umgebung zeugen davon, dass diese Gegend schon während der Zeit des Römischen Reiches besiedelt war.
Evliya Çelebi beschrieb im 17. Jahrhundert in seinem Reisebuch Seyahatnâme die Stadt unter dem Namen Islimiye. Unter diesem Namen war sie Hauptort eines Sandschaks im osmanischen Reich.
Sliwen war Ende des 18. Jahrhunderts und im 19. Jahrhundert ein Zentrum des Handwerks und Handels sowie der bulgarischen Wiedergeburt. 1834 wurde hier die erste Textilfabrik des Landes gegründet. Sie wurde „die Stadt der 100 Wojwoden“ genannt, da viele Freiheitskämpfer und Heerführer von hier stammten, so die Woiwoden Chadschi Dimitar (1837–1868) und Panajot Chitow (1830–1918) sowie die Kämpfer für nationale Bildung Sawa Dobroplodni (1820–1894) und Dobri Tschintulow (1823–1886).
1860 wurde das Tschitalischte „Sora“ gegründet, das den Antrieb zur Schaffung eines Theaters gab. Sehenswert sind die alten Häuser mit Holzschnitzereien und die Memorialmuseen.
Sliwen ist in Bulgarien unter der Bezeichnung „Stadt der Winde und Zigeuner“ bekannt. Auf Grund der geographischen Lage treffen hier nördliche Winde von mehreren Balkanpässen zusammen. „Zigeuner“ ist ein Hinweis auf den hohen Anteil von Roma an der Bevölkerung der Stadt.
Die alte Ulme von Sliwen war 2014 der Gewinner des Wettbewerbs „Europäischer Baum des Jahres“ ⊙. Die Stadt ist seit 2002 Namensgeber für den Sliven Peak, einen Berg auf der Livingston-Insel in der Antarktis.

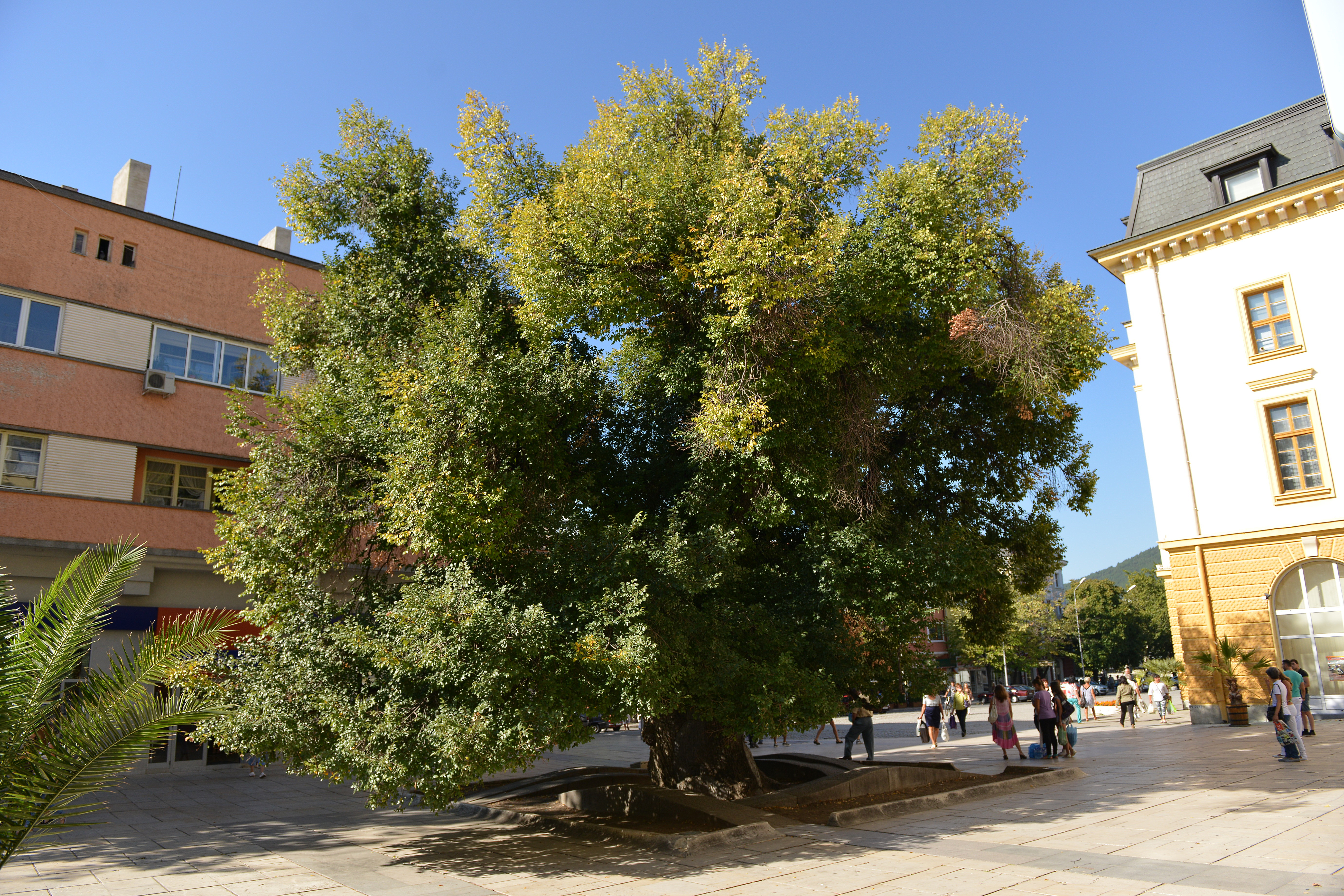
Gewinner des Wettbewerbs „Europäischer Baum des Jahres“ 2014
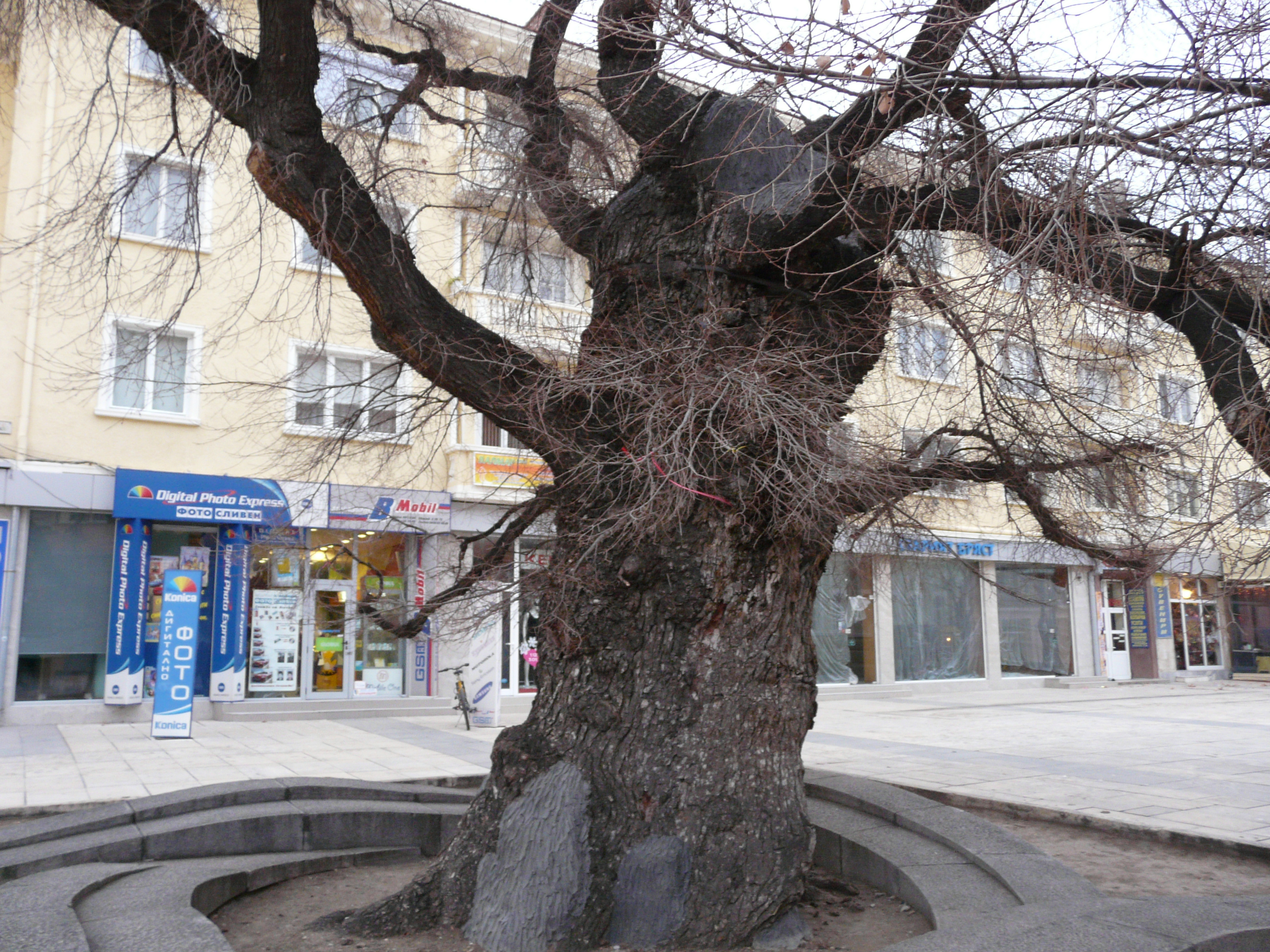
Alte Ulme in Sliwen
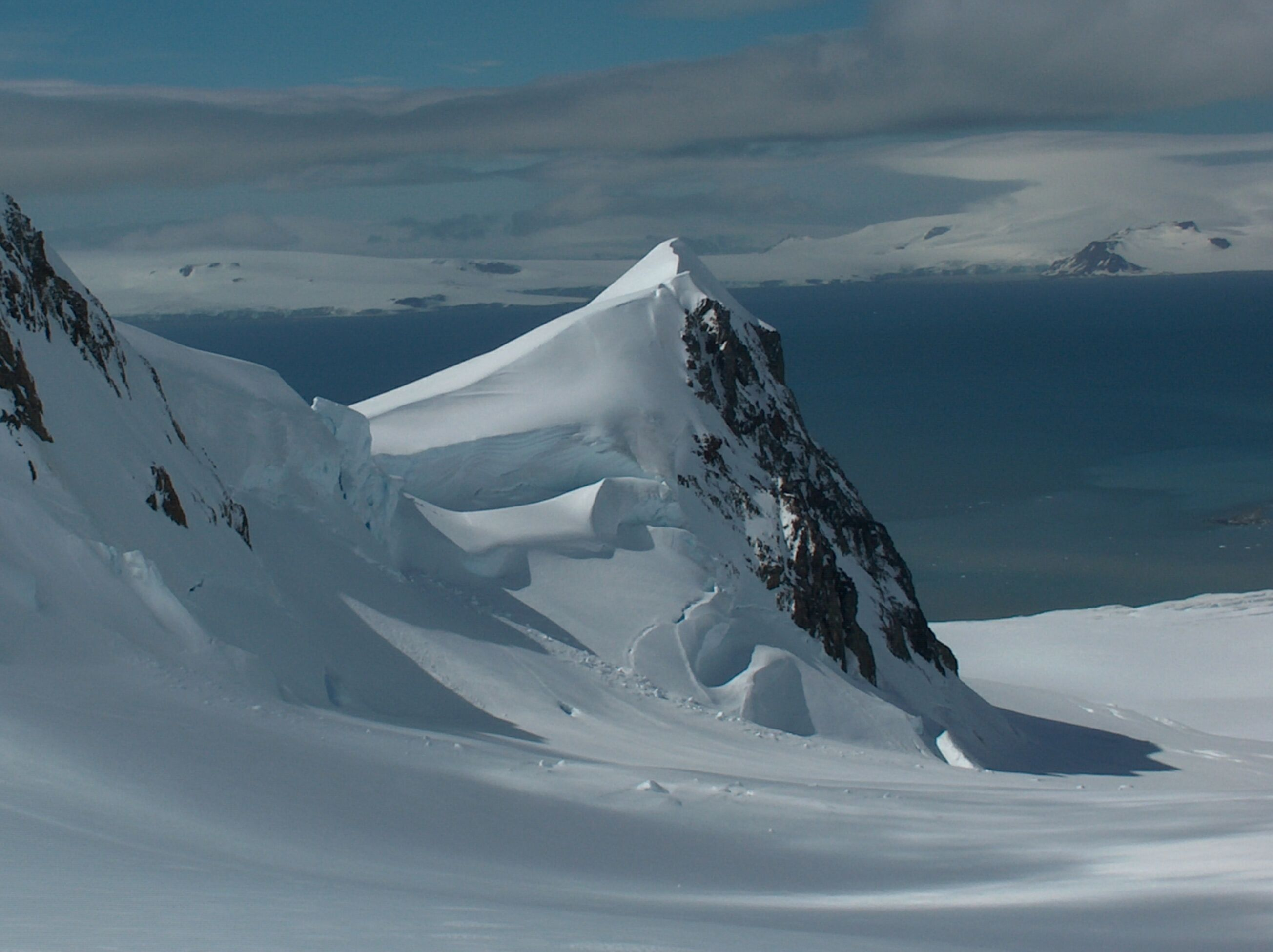
Sliven Peak auf der Livingston-Insel

## Bevölkerung
Sliwen hatte Ende 1994 noch 107'267 Einwohner und heute nur noch 86'275. Im Vergleich zu anderen bulgarischen Städten hat die Stadt einen besonders großen Anteil von etwa 20'000 Einwohnern an Roma, welche im Ghetto Nadhezda leben.
Einwohnerentwicklung
Die wechselnden Einwohnerzahlen resultieren teilweise auch aus dem jeweiligen Gebietsstand.
| Jahr | Einwohner |
| ---- | --------- |
| 1934 | 31.522    |
| 1946 | 35.343    |
| 1956 | 47.331    |
| 1965 | 69.865    |
| 1975 | 90.187    |

| Jahr | Einwohner |
| ---- | --------- |
| 1985 | 102.105   |
| 1992 | 106.212   |
| 1996 | 106.153   |
| 2001 | 100.366   |
| 2004 | 96.010    |

| Jahr | Einwohner |
| ---- | --------- |
| 2007 | 94.717    |
| 2009 | 93.781    |
| 2011 | 91.620    |
| 2012 | 94'377    |
| 2018 | 86.275    |

Die Zahlen stammen von Volkszählungen oder amtlichen Fortschreibungen der Statistischen Ämter.

## Wirtschaft und Infrastruktur
Hauptsektoren sind Landwirtschaft und Maschinenbau sowie Lebensmittelwirtschaft. Größere Unternehmen sind die Weinkellereien Domaine Boyar und Vini AD; die Textilunternehmen Mirolio und Dokotex Karpet AD sowie die Molkerei Tirbul.

## Sport
Der OFK Sliwen 2000 spielt in der Saison 2012/13 in der Zweiten bulgarischen Liga. Er trägt seine Spiele im Chadschi-Dimitar-Stadion aus.
Sliwen ist einer der Austragungsorte der 2015 in Bulgarien stattfindenden U-17-Fußball-Europameisterschaft.

## Sehenswürdigkeiten

### Hadzhi Dimitar Denkmal
Das Denkmal von Hadzhi Dimitar befindet sich auf dem gleichnamigen Platz im Zentrum von Sliwen. Die imposante, 15 Meter hohe Statue zeigt die Figur des legendären Sliwener Woiwoden Hadzhi Dimitar. Das Denkmal steht neben dem Naturpark Sinite Kamani (bulgarisch: die Blauen Steine).
Die Idee für die Errichtung des Denkmals wurde in den ersten Jahren nach der Befreiung Bulgariens geboren (um 1890). Der Initiator Iliya Gudew setzte sich noch für viele weitere Projekte für das öffentliche Leben ein.
Das Denkmal wurde vom Architekten Jurdan Jurdanow entworfen. Der Bildhauer Stefan Peychew hat es verwirklicht. Auf einem 11 m hohen Granitsockel steht der bronzene Freiheitskämpfer in stolzer Pose.
Im unteren Teil des Denkmals befinden sich die Büsten berühmter Persönlichkeiten aus der Epoche der bulgarischen Wiedergeburt wie: Panayot Hitow – Freiheitskämpfer und Woiwode, der Aufklärer Dr. Georgi Mirkowich, Iwan Dobrovski, Sawa Dobroplodni, Anton Iwanow, Iwan Seliminski, Georgi Ikonomow und Dobri Chintulow – Dichter und Autor von Liedern.

## Städtepartnerschaften
Partnerstädte Sliwens sind
| - Gera (Deutschland), seit 1965 - Pécs (Ungarn), seit 1969 - Ternopil (Ukraine), seit 1969 - Kesariani (Griechenland), seit 1985 - Woronesch (Russland), seit 1995 | - Swetlahorsk (Belarus), seit 1997 - Tekirdağ (Türkei), seit 1998 - Chongqing (China), seit 2002 - Alba Iulia (Rumänien), seit 2002 - Gerasa (Jordanien), seit 2004 |

## Söhne und Töchter der Stadt
- Anton Pann (1794/1798–1854), Lyriker, Komponist und Musikwissenschaftler
- Iwan Seliminski (1799–1867), Arzt und Gelehrter
- Georgi Mirkowich (1826–1905), Arzt und Revolutionär
- Chadschi Dimitar (1840–1868), bulgarischer Freiheitskämpfer und Revolutionär
- Nikola Schekow (1864/1865–1949), bulgarischer Kriegsminister
- Ramadan Lolow (1904–1967), bulgarischer Klarinettist und Sänger
- Radoj Ralin (1923–2004), Dichter und Dissident
- Julia Kristeva (* 1941), feministische Psychoanalytikerin und Philosophin
- Iwan Michajlow (* 1944), Boxer
- Georgi Kalaidjiev (* 1947), Violinist, Komponist und Musikpädagoge
- Norair Nurikjan (1948–2025), Olympiasieger im Gewichtheben
- Rossiza Pechliwanowa (* 1955), Mittelstreckenläuferin
- Dobromir Karamarinow (* 1958), Leichtathletikfunktionär
- Rumen Pawlow (* 1964), Ringer
- Jordan Letschkow (* 1967), ehemaliger Fußballnationalspieler und Bürgermeister
- Tontscho Tontschew (* 1972), Boxer
- Bogdan Russew (* 1975), Schriftsteller
- Dimitar Schtiljanow (* 1976), Boxer
- Azis (* 1978), Sänger
- Stanka Slatewa Christowa (* 1983), Ringerin
- Milena Nikolowa (* 1984), Schriftstellerin
- Dessislawa Boschilowa (* 1992), Snookerschiedsrichterin
- Georgi Zonow (* 1993), Dreispringer
- Gabriel Donew (* 1996), Tennisspieler